# St. Louis Post-Dispatch
Il St. Louis Post-Dispatch è un importante quotidiano regionale con sede a Saint Louis nel Missouri, che serve l'area metropolitana di St. Louis. È il più grande quotidiano nell'area metropolitana per diffusione, superando il Belleville News-Democrat, l'Alton Telegraph e l'Edwardsville Intelligencer. La pubblicazione ha ricevuto 19 premi Pulitzer.
Il giornale fu fondato da Joseph Pulitzer nel 1878 dalla fusione del St. Louis Evening Post e del St. Louis Dispatch. Il giornale è di proprietà di Lee Enterprises di Davenport, Iowa, che ha acquistato Pulitzer, Inc. nel 2005 in un accordo in contanti del valore di 1,46 miliardi di dollari.